# جایزه بزرگ بلژیک ۲۰۲۲
جایزه بزرگ بلژیک ۲۰۲۲ (که به‌طور رسمی با نام فرمول ۱ رولکس جایزه بزرگ بلژیک ۲۰۲۲ شناخته می‌شود) یک مسابقه اتومبیل‌رانی فرمول یک است که در تاریخ ۲۸ اوت ۲۰۲۲ در پیست اسپا-فرانکورشان در ستوولو، بلژیک برگزار می‌شود. این مسابقه هفتاد و هشتمین دوره جایزه بزرگ بلژیک و چهاردهمین دور از مسابقات فرمول یک فصل ۲۰۲۲ است.

## زمینه

### جدول رده‌بندی قهرمانی قبل از مسابقه
ماکس فرستاپن پس از دور سیزدهم در مجارستان، با ۲۵۸ امتیاز، ۸۰ امتیاز بیشتر از شارل لکلرک در رده دوم و ۸۵ امتیاز بیشتر از هم‌تیمی خود سرجیو پرز در رتبه سوم، صدرنشین جدول قهرمانی رانندگان است. در جدول قهرمانی سازندگان، ردبول ریسینگ با ۴۳۱ امتیاز صدرنشین است. فراری با ۳۳۴ امتیاز و مرسدس با ۳۰۴ امتیاز در رده دوم و سوم قرار دارند.

### شرکت‌کنندگان
رانندگان و تیم‌ها همان لیست ورود به فصل هستند و هیچ راننده دیگری برای مسابقه حضور ندارد. لیام لاوسون در اولین جلسه تمرین به جای پیر گاسلی برای آلفاتاوری رانندگی کرد و اولین تمرین فرمول یک خود را انجام داد.

### انتخاب تایر
تأمین کننده تایر پیرلی ترکیبات سی۲، سی۳ و سی۴ (به ترتیب سخت، متوسط و نرم) را برای استفاده تیم‌ها در مسابقه اختصاص داده‌است.

## تمرین
قرار است سه جلسه تمرینی برای این جایزه بزرگ برگزار شود که هر جلسه یک ساعت طول می‌کشد. اولین و دومین جلسه تمرین روز جمعه ۲۶ اوت در ساعت ۱۴:۰۰ و ۱۷:۰۰ به وقت محلی (یوتی‌سی ۲:۰۰+) و سومین جلسه تمرین شنبه ۲۷ اوت ساعت ۱۳:۰۰ به وقت محلی برگزار می‌شود.

## تعیین خط
تعیین خط ساعت ۱۶:۰۰ به وقت محلی در تاریخ ۲۷ اوت برگزار شد.

### رده‌بندی تعیین خط
| جایگاه              | راننده         | شماره | تیم                       | زمان‌ها    | زمان‌ها    | زمان‌ها    | نوبت نهایی |
| جایگاه              | راننده         | شماره | تیم                       | مرحله اول | مرحله دوم | مرحله سوم | نوبت نهایی |
| ------------------- | -------------- | ----- | ------------------------- | --------- | --------- | --------- | ---------- |
| ۱                   | ماکس فرستاپن   | ۱     | ردبول ریسینگ-آربی‌پی‌تی     | ۱:۴۴٫۵۸۱  | ۱:۴۴٫۷۲۳  | ۱:۴۳٫۶۶۵  | ۱۵۱        |
| ۲                   | کارلوس ساینز   | ۵۵    | فراری                     | ۱:۴۵٫۰۵۰  | ۱:۴۵٫۴۱۸  | ۱:۴۴٫۲۹۷  | ۱          |
| ۳                   | سرجیو پرز      | ۱۱    | ردبول ریسینگ-آربی‌پی‌تی     | ۱:۴۵٫۳۷۷  | ۱:۴۴٫۷۹۴  | ۱:۴۴٫۴۶۲  | ۲          |
| ۴                   | شارل لکلرک     | ۱۶    | فراری                     | ۱:۴۵٫۵۷۲  | ۱:۴۴٫۵۵۱  | ۱:۴۴٫۵۵۳  | ۱۶۲        |
| ۵                   | استابان اوکون  | ۳۱    | آلپاین-رنو                | ۱:۴۶٫۰۳۹  | ۱:۴۵٫۴۷۵  | ۱:۴۵٫۱۸۰  | ۱۷۳        |
| ۶                   | فرناندو آلونسو | ۱۴    | آلپاین-رنو                | ۱:۴۶٫۰۷۵  | ۱:۴۵٫۵۵۲  | ۱:۴۵٫۳۶۸  | ۳          |
| ۷                   | لوییس همیلتون  | ۴۴    | مرسدس                     | ۱:۴۵٫۷۳۶  | ۱:۴۵٫۴۲۰  | ۱:۴۵٫۵۰۳  | ۴          |
| ۸                   | جورج راسل      | ۶۳    | مرسدس                     | ۱:۴۵٫۶۵۰  | ۱:۴۵٫۴۶۱  | ۱:۴۵٫۷۷۶  | ۵          |
| ۹                   | الکساندر آلبون | ۲۳    | ویلیامز-مرسدس             | ۱:۴۵٫۶۷۲  | ۱:۴۵٫۶۷۵  | ۱:۴۵٫۸۳۷  | ۶          |
| ۱۰                  | لاندو نوریس    | ۴     | مک‌لارن-مرسدس              | ۱:۴۵٫۷۴۵  | ۱:۴۵٫۶۰۳  | ۱:۴۶٫۱۷۸  | ۱۸۴        |
| ۱۱                  | دنیل ریکیاردو  | ۳     | مک‌لارن-مرسدس              | ۱:۴۶٫۲۱۲  | ۱:۴۵٫۷۶۷  | —         | ۷          |
| ۱۲                  | پیر گاسلی      | ۱۰    | آلفاتاوری-آربی‌پی‌تی        | ۱:۴۶٫۱۸۳  | ۱:۴۵٫۸۲۷  | —         | ۸          |
| ۱۳                  | گوانیو ژو      | ۲۴    | آلفارومئو-فراری           | ۱:۴۶٫۱۷۸  | ۱:۴۶٫۰۸۵  | —         | ۱۹۵        |
| ۱۴                  | لانس استرول    | ۱۸    | استون مارتین آرامکو-مرسدس | ۱:۴۶٫۲۵۶  | ۱:۴۶٫۶۱۱  | —         | ۹          |
| ۱۵                  | میک شوماخر     | ۴۷    | هاس-فراری                 | ۱:۴۶٫۳۴۲  | ۱:۴۷٫۷۱۸  | —         | ۲۰۶        |
| ۱۶                  | سباستین فتل    | ۵     | استون مارتین آرامکو-مرسدس | ۱:۴۶٫۳۴۴  | —         | —         | ۱۰         |
| ۱۷                  | نیکلاس لطیفی   | ۶     | ویلیامز-مرسدس             | ۱:۴۶٫۴۰۱  | —         | —         | ۱۱         |
| ۱۸                  | کوین مگنوسن    | ۲۰    | هاس-فراری                 | ۱:۴۶٫۵۵۷  | —         | —         | ۱۲         |
| ۱۹                  | یوکی سونودا    | ۲۲    | آلفاتاوری-آربی‌پی‌تی        | ۱:۴۶٫۶۹۲  | —         | —         | ۱۳         |
| ۲۰                  | والتری بوتاس   | ۷۷    | آلفارومئو-فراری           | ۱:۴۷٫۸۶۶  | —         | —         | ۱۴۷        |
| زمان ۱۰۷٪: ۱:۵۱٫۹۰۱ |                |       |                           |           |           |           |            |
| منابع:              |                |       |                           |           |           |           |            |

یادداشت‌ها
- ^ ۱ – ماکس فرستاپن به دلیل فراتر رفتن از سهمیه عناصر واحد قدرت، باید مسابقه را از آخر شروع کند. او همچنین یک جریمه ۵ رده‌ای در شروع برای گیربکس جدید دریافت کرد. این جریمه تفاوتی نداشت زیرا او قبلاً باید از آخر مسابقه را شروع می‌کرد.
- ^ ۲ – شارل لکلرک به دلیل فراتر رفتن از سهمیه عناصر واحد قدرت، باید مسابقه را از آخر شروع کند. او همچنین یک جریمه ۱۰ رده‌ای در شروع برای جعبه دنده جدید و جعبه گیربکس جدید دریافت کرد. این جریمه تفاوتی نداشت زیرا او قبلاً باید از آخر مسابقه را شروع می‌کرد.
- ^ ۳ – استابان اوکون به دلیل فراتر رفتن از سهمیه عناصر واحد قدرت، باید مسابقه را از رده هفدهم شروع کند.
- ^ ۴ – لاندو نوریس به دلیل فراتر رفتن از سهمیه عناصر واحد قدرت، باید مسابقه را از رده هجدهم شروع کند.
- ^ ۵ – گوانیو ژو بدلیل تعویض جعبه دنده جدید جریمه ۱۰ رده‌ای در شروع دریافت کرد. سپس به دلیل فراتر رفتن از سهمیه عناصر واحد قدرت، باید مسابقه را از رده نوزدهم شروع کند.
- ^ ۶ – میک شوماخر به دلیل فراتر رفتن از سهمیه عناصر واحد قدرت، باید مسابقه را از آخر شروع کند. او همچنین جریمه ۱۰ رده‌ای در شروع برای تعویض جعبه گیربکس جدید دریافت کرد. این جریمه هیچ تفاوتی نداشت زیرا او قبلاً باید از رده آخر مسابقه را شروع می‌کرد.
- ^ ۷ – والتری بوتاس به دلیل فراتر رفتن از سهمیه عناصر واحد قدرت، ۱۵ رده جریمه دریافت کرد. او همچنین به دلیل تعویض جعبه گیربکس جدید جریمه ۵ رده جریمه دریافت کرد.

## مسابقه
این مسابقه ساعت ۱۵:۰۰ به وقت محلی، در تاریخ ۲۸ اوت برگزار شد.

### رده‌بندی مسابقه
| جایگاه                                                                 | شماره | راننده         | سازنده                    | دور | زمان        | امتیاز |
| ---------------------------------------------------------------------- | ----- | -------------- | ------------------------- | --- | ----------- | ------ |
| ۱                                                                      | ۱     | ماکس فرستاپن   | ردبول ریسینگ-آربی‌پی‌تی     | ۴۴  | ۱:۲۵:۵۲٫۸۹۴ | ۲۶۱    |
| ۲                                                                      | ۱۱    | سرجیو پرز      | ردبول ریسینگ-آربی‌پی‌تی     | ۴۴  | ۱۷٫۸۴۱+     | ۱۸     |
| ۳                                                                      | ۵۵    | کارلوس ساینز   | فراری                     | ۴۴  | ۲۶٫۸۸۶+     | ۱۵     |
| ۴                                                                      | ۶۳    | جورج راسل      | مرسدس                     | ۴۴  | ۲۹٫۱۴۰+     | ۱۲     |
| ۵                                                                      | ۱۴    | فرناندو آلونسو | آلپاین-رنو                | ۴۴  | ۱:۱۳٫۲۵۶+   | ۱۰     |
| ۶                                                                      | ۱۶    | شارل لکلرک     | فراری                     | ۴۴  | ۱:۱۴٫۹۳۶+   | ۸      |
| ۷                                                                      | ۳۱    | استابان اوکون  | آلپاین-رنو                | ۴۴  | ۱:۱۵٫۶۴۰+   | ۶      |
| ۸                                                                      | ۵     | سباستین فتل    | استون مارتین آرامکو-مرسدس | ۴۴  | ۱:۱۸٫۱۰۷+   | ۴      |
| ۹                                                                      | ۱۰    | پیر گسلی       | آلفاتاوری-آربی‌پی‌تی        | ۴۴  | ۱:۳۲٫۱۸۱+   | ۲      |
| ۱۰                                                                     | ۲۳    | الکساندر آلبون | ویلیامز-مرسدس             | ۴۴  | ۱:۴۱٫۹۰۰+   | ۱      |
| ۱۱                                                                     | ۱۸    | لانس استرول    | استون مارتین آرامکو-مرسدس | ۴۴  | ۱:۴۳٫۰۷۸+   |        |
| ۱۲                                                                     | ۴     | لاندو نوریس    | مک‌لارن-مرسدس              | ۴۴  | ۱:۴۴٫۷۳۹+   |        |
| ۱۳                                                                     | ۲۲    | یوکی سونودا    | آلفاتاوری-آربی‌پی‌تی        | ۴۴  | ۱:۴۵٫۲۱۷+   |        |
| ۱۴                                                                     | ۲۴    | گوانیو ژو      | آلفارومئو-فراری           | ۴۴  | ۱:۴۶٫۲۵۲+   |        |
| ۱۵                                                                     | ۳     | دنیل ریکیاردو  | مک‌لارن-مرسدس              | ۴۴  | ۱:۴۷٫۱۶۳+   |        |
| ۱۶                                                                     | ۲۰    | کوین مگنوسن    | هاس-فراری                 | ۴۳  | +۱ دور      |        |
| ۱۷                                                                     | ۴۷    | میک شوماخر     | هاس-فراری                 | ۴۳  | +۱ دور      |        |
| ۱۸                                                                     | ۶     | نیکلاس لطیفی   | ویلیامز-مرسدس             | ۴۳  | +۱ دور      |        |
| ب.                                                                     | ۷۷    | والتری بوتاس   | آلفارومئو-فراری           | ۱   | تصادف       |        |
| ب.                                                                     | ۴۴    | لوییس همیلتون  | مرسدس                     | ۰   | آسیب برخورد |        |
| سریع‌ترین دور: ماکس فرستاپن (ردبول ریسینگ-آربی‌پی‌تی) - ۱:۴۹٫۳۵۴ (دور ۳۲) |       |                |                           |     |             |        |
| منابع:                                                                 |       |                |                           |     |             |        |

یادداشت‌ها
- ^ ۱ – یک امتیاز برای سریع‌ترین دور.[۸]

## رده‌بندی قهرمانی پس از مسابقه
جدول رده‌بندی قهرمانی رانندگان
| ت. ج  | جایگاه | راننده       | امتیازات |
| ----- | ------ | ------------ | -------- |
|       | ۱      | ماکس فرستاپن | ۲۸۴      |
| ۱     | ۳      | سرجیو پرز    | ۱۹۱      |
| ۱     | ۲      | شارل لکلرک   | ۱۸۶      |
| ۱     | ۴      | کارلوس ساینز | ۱۷۱      |
| ۱     | ۵      | جورج راسل    | ۱۷۰      |
| منبع: |        |              |          |

جدول رده‌بندی قهرمانی سازندگان
| ت. ج  | جایگاه | سازنده                | امتیازات |
| ----- | ------ | --------------------- | -------- |
|       | ۱      | ردبول ریسینگ-آربی‌پی‌تی | ۴۷۵      |
|       | ۲      | فراری                 | ۳۵۷      |
|       | ۳      | مرسدس                 | ۳۱۶      |
|       | ۴      | آلپاین-رنو            | ۱۱۵      |
|       | ۵      | مک‌لارن-مرسدس          | ۹۵       |
| منبع: |        |                       |          |

- یادداشت: فقط پنج رده برتر برای هر دو مجموعه رده‌بندی قرار داده شده است.